# Kesselschlacht von Heiligenbeil
Die Kesselschlacht von Heiligenbeil war eine der letzten großen Kesselschlachten an der Ostfront während der letzten Wochen des Zweiten Weltkriegs. Der Kessel befand sich nahe Heiligenbeil in Ostpreußen südlich von Königsberg. Die Schlacht war Teil einer größeren sowjetischen Offensive in der Region Ostpreußen und dauerte vom 26. Januar bis 29. März 1945.

## Vorgeschichte
Die deutsche 4. Armee unter General Hoßbach wurde von der sowjetischen Armee im Rahmen der Schlacht um Ostpreußen mit dem Rücken zum zugefrorenen Frischen Haff im Raum zwischen Braunsberg und Königsberg eingeschlossen. Durch den sowjetischen Vorstoß zur Ostsee wurde der größte Teil von Ostpreußen am 25. Januar vom Deutschen Reich abgeschnitten, die Versorgung und der Rückzug liefen über Königsberg und den durch die Kriegsmarine versorgten Hafen Pillau. Ein deutscher Gegenangriff durch das auf die Linie Wormditt-Guttstadt umgruppierte VI. Armeekorps versuchte am 26. Januar mit der 131. und 170. Infanterie-Division und der 28. Jäger-Division am 26. Januar vergeblich einen Korridor nach Westen in Richtung Elbing zu öffnen. Im Kessel waren rund 150.000 deutsche Soldaten und viele Flüchtlinge eingeschlossen, die Verbindung zur ebenfalls eingeschlossenen Festung Königsberg blieb bis Mitte März aufrecht.
Am 30. Januar hatte General der Infanterie Friedrich-Wilhelm Müller den Oberbefehl der im Raum Heiligenbeil zusammengedrängten Truppen übernommen. Der Gefechtsstand des AOK 4 lag in Zinten, das am 25. Februar geräumt wurde. 
Nach dem Tod von General Iwan Tschernjachowski bei Mehlsack im Februar 1945 übernahm General Wassilewski den Oberbefehl über die 3. Weißrussische Front. 
Der Gauleiter von Ostpreußen, Erich Koch, flog mehrmals zur Koordinierung verschiedener Verteidigungsmaßnahmen aus dem belagerten Königsberg in den Kessel, um zum Durchhalten aufzurufen, zog es aber am Schluss vor, sich vor der anbahnenden Katastrophe rechtzeitig in den Westen abzusetzen. Die endgültige Zerschlagung der eingekesselten Truppen durch die Sowjets wurde erst am 13. März in der sogenannten Braunsberger Angriffsoperation begonnen.

## Beteiligte Einheiten

### Rote Armee
- 3. Weißrussische Front (Marschall Alexander Wassilewski)
  - 31. Armee (General Pjotr Schafranow)
  - 28. Armee (General Alexander Lutschinski)
  - 5. Armee (Generalleutnant Nikolai Krylow)
  - 1. Luftarmee (Generaloberst Timofei Chrjukin)

- 2. Weißrussische Front (Marschall Konstantin Rokossowski)
  - 48. Armee (General Prokofi L. Romanenko)
  - 3. Armee (General Alexander W. Gorbatow)
  - 50. Armee (General Fjodor P. Oserow)

### Wehrmacht
- 4. Armee
  - VI. Armeekorps (General der Infanterie Horst Großmann)
    - 349. Volksgrenadier-Division (Generalmajor Karl Koetz)
    - 24. Panzer-Division (Generalmajor Gustav Adolf von Nostitz-Wallwitz und Oberst Gräsel)
    - 14. Infanterie-Division (Generalleutnant Erich Schneider)
    - 28. Jäger-Division (Generalmajor Ernst König)

  - XX. Armeekorps (General der Artillerie Rudolf Freiherr von Roman)
    - Kampfgruppe 102. Infanterie-Division (Generalleutnant Werner von Bercken)
    - 131. Infanterie-Division (Oberst Nobiz)
    - Kampfgruppe 61. Volksgrenadier-Division (Generalleutnant Rudolf Sperl)
    - Kampfgruppe 21. Infanterie-Division (Generalmajor Heinrich Götz)
    - 292. Infanterie-Division (Generalmajor Rudolf Reichert)

  - XXXXI. Panzerkorps (General der Artillerie Helmuth Weidling)
    - Divisionsstab z. b. V. 605
    - 170. Infanterie-Division (General Siegfried Haß)[1]
    - Reserve: 547. Volksgrenadier-Division (bis Februar 1945 Generalmajor Ernst Meiners,[2] ab dann SS-Standartenführer Hans Kempin)
    - 56. Infanterie-Division (Generalmajor Edmund Blaurock)

  - Fallschirm-Panzerkorps Hermann Göring (Generalleutnant Wilhelm Schmalz)
    - 562. Volksgrenadier-Division (Oberst Helmuth Hufenbach)[2]
    - 50. Infanterie-Division (Generalmajor Georg Haus)
    - Fallschirm-Panzergrenadier-Division 2 Hermann Göring (Oberst Söth)
    - Panzergrenadier-Division „Großdeutschland“ (Generalmajor Karl Lorenz)

## Verlauf
Für die Zerschlagung der etwa 16 eingeschlossenen deutschen Divisionen setzte Marschall Wassilewski volle 6 Armeen ein: Links gegen Braunsberg wurde die 48. Armee gegen das VI. Armeekorps angesetzt. Zwischen Breitlinde und Zinten wurde die 3., 50. und 31. Armee gegen den Abschnitt des XX. Armeekorps konzentriert. Die Front rechts nach Nordwesten anschließend verlängerte die 28. Armee die Kesselfront gegenüber dem XXXXI. Panzerkorps bis auf die Höhe von Kreuzburg. Nordwärts nach Königsberg hin abschließend, versuchte die 5. Armee zwischen Kobbelbude und Altenberg antretend, nochmals die Landverbindung nach Königsberg abzuschneiden.
Am 13. März eröffnete ein starker Artillerieschlag der 3. Weißrussischen Front den Angriff.
Am 14. März gab die 131. Infanterie-Division an der Südfront den Ort Breitlinde auf. Die Truppen der nachdrängenden 48. Armee konnten am 20. März Braunsberg erobern, der Kessel wurde weiter verengt. Die im Norden noch durch die Panzer-Grenadier-Division "GD" aufrechterhaltene Verbindung mit Königsberg wurde durch die sowjetische 5. Armee bei Heide-Maulen abgeschnitten. 
Bis zum 23. März war die Kesselfront auf die Linie Alt Passarge – Preußisch Bahnau – Schirten – Wolitta eingeengt. Am 25. März nahm die sowjetische 48. Armee in schweren Kämpfen die Stadt Heiligenbeil ein. Die Reste der 4. Armee und viele Flüchtlinge wurden am schmalen Küstenvorsprung der Küstennase von Natangen zwischen Balga (russisch Wessjoloje) und Kahlholz (Losowoje) im engsten Raum zusammengedrängt und lagen im direkten Feuerbereich der sowjetischen Geschütze. General Müller hatte sich bereits nach Pillau übersetzen lassen, verlangte aber das weitere Ausharren der Restbesatzung, um möglichst viele Flüchtlinge über See evakuieren zu können.
Am 27. März bauten die Sowjets zwischen Rosenberg und Follendorf eine Batterie mit 17-cm-Kanonen auf und nahmen jedes anlegende Schiff unter Feuer. Die Kriegsmarine setzte dagegen mehrere Zerstörer ein, welche mit ihrem Beschuss die sowjetische Batterie kurzfristig niederhielten. Bis zum 29. März lief parallel zu den letzten dramatischen Kämpfen im Kessel das Drama der Flüchtlinge ab, die verzweifelt versuchten einen Platz auf die Fähren zur Übersetzung nach Pillau zu ergattern. Sowjetische Schlachtflieger griffen in das äußerst verlustreiche Geschehen ein, völlig durcheinander geratene deutsche Kampftruppen versuchten bis zum Schluss auf die Laufstege zu kommen.

## Folgen
Im Kessel waren in den etwa zweimonatigen Kämpfen rund 80.000 deutsche Soldaten gefallen oder wurden schwer verwundet, 50.000 kamen in sowjetische Gefangenschaft. Um die gleiche Zeit gingen in Westpreußen im Bereich der 2. Armee Gotenhafen und Danzig an die 2. Weißrussische Front verloren.
Die Sowjets zogen danach alle Kräfte für die Schlacht um Königsberg zusammen.